# Again (canção de Janet Jackson)
"Again" é uma canção da cantora norte-americana Janet Jackson lançada como terceiro single de seu quinto álbum de estúdio em 1993.
"Again" alcançou o 1º lugar da Billboard Hot 100 no final de 1993 e recebeu uma indicação para o Academy Awards como Melhor Canção Original.

## Informações
Baseado em um amor perdido, "Again" foi incluída como música de encerramento para 1993 sua estréia no cinema de bilheteria em Poetic Justice. Embora não seja incluído no seu álbum de trilha sonora, a canção foi nomeada para Melhor Canção Original na 66 Academy Awards, onde Jackson realizou a música ao vivo. A Janet. faixa funky-jazz "Funky Big Band" aparece no single como lado-B. A versão em francês da canção foi também gravada por Jackson e aparece no CD single, bem como a edição limitada do janet. álbum. A faixa se tornou seu sétimo número um no Hot 100 da Billboard, permanecendo no topo por duas semanas.
Janetcantou a música em todas suas turnês, incluindo a Janet. Tour, The Velvet Rope Tour, Tour All for You e Rock Witchu Tour.

## Videoclipe
O videoclipe da canção foi dirigido pelo então marido, René Elizondo. Ele apresenta o ator Gary Dourdan como o amor perdido de Jackson, com Jackson escrevendo em seu diário como ela relembra sobre seu amor através de flashbacks. A versão alternativa do vídeo contém cenas de Poetic Justice jogando em uma televisão. O vídeo original aparece na compilação janet 1994. eo DVD 2004 de Janet. para Damita Jo: The Videos, enquanto a versão Poetic Justice está incluído no DVD da edição de 2001 do All for You.

## Charts
| Chart (1993)                     | Posição |
| -------------------------------- | ------- |
| Australian Singles Chart         | 19      |
| Belgian Singles Chart (Flanders) | 31      |
| Dutch Top 40                     | 20      |
| Finnish Singles Chart            | 20      |
| Irish Singles Chart              | 12      |
| UK Singles Chart                 | 6       |
| Billboard Hot 100                | 1       |
| Billboard Hot R&B/Hip-Hop Songs  | 7       |
| Billboard Adult Contemporary     | 4       |
| Chart (1994)                     | Posição |
| French Singles Chart             | 59      |
| German Singles Chart             | 29      |
| New Zealand Singles Chart        | 13      |
| Swedish Singles Chart            | 5       |
| Swiss Singles Chart              | 20      |